# Кастрен, Матиас Александр
Матиас Александр Кастре́н (швед. Matthias Alexander Castrén, фин. Matias Aleksanteri Castrén; 2 декабря 1813, Тервола, Великое княжество Финляндское, Российская империя — 7 мая 1852, Гельсингфорс, Великое княжество Финляндское, Российская империя) — российский филолог финского происхождения, исследователь финно-угорских и самодийских языков, финского и саамского фольклора; основоположник сравнительной уралистики.

## Биография
Родился в 1813 году в небольшом городке Тервола в семье финских шведов. Своё первое имя получил в честь дяди-пастора, второе — в честь императора Александра I. Семья была довольно большой — кроме Матиаса у родителей было ещё 5 детей. Несмотря на смерть отца и тяжёлое финансовое положение, в 16 лет Матиас поступил в Хельсинкский университет. Однокашники отмечали, что Кастрен был задумчивым и немного рассеянным студентом, имевшим мало друзей. В первые же летние каникулы он уехал из Хельсинки к матери и давал частные уроки местным школярам, чтобы помочь своей семье. В университете Кастрен делал упор на изучение языков. На этот путь его толкнуло прочтение книг Расмуса Раска — датского языковеда, специализировавшегося на восточных языках.
В 1830 году Кастрен поступил в Императорский Александровский университет в Гельсингфорсе. В 1836 году получил степень кандидата философии. Ещё в студенческие годы он заинтересовался финским языком и фольклором.
Летом 1838 года совершил свою первую научную поездку в финскую Лапландию, где изучал саамский язык, а также саамский фольклор и мифологию. Собранные материалы Кастрен использовал для диссертации лат. «De affinitate declinationum in lingua Fennica, Esthonica et Lapponica» («О родстве склонений в финском, эстонском и саамском языках»), которую подготовил в 1839 году.
В 1839 году Кастрен путешествовал по Карелии, а в 1841 году отправился вместе с Элиасом Лённротом в трёхлетнюю поездку по Уралу. Этой поездке предшествовала публикация выполненного Кастреном перевода Калевалы на шведский язык. По возвращении Кастрен опубликовал монографии «Elementa grammatices Syrjaenae» и «Elementa grammatices Tscheremissae» (обе 1844) о языках коми и марийском соответственно.
В 1845 году Кастрен защитил докторскую диссертацию, в которой предложил гипотезу о генетическом родстве уральских и алтайских языков. В том же году вышла его статья на шведском языке «О значении ударения в саамском языке».
В том же 1845 году Кастрен по поручению Санкт-Петербургской академии наук отправился в Сибирь для дальнейшего изучения местных языков. Во время своей экспедиции посетил города Тобольск, Берёзов и Обдорск (им впервые было посещено урочище «Барсова Гора») и исследовал бассейны таких рек, как Иртыш, Обь и Енисей. Он объехал Ачинскую и Минусинские степи, а также Саянские горы и Прибайкалье. В Берёзове пользовался консультациями относительно культуры и языков местных народов — остяков, вогулов и самоедов — у смотрителя Берёзовского народного училища Н. А. Абрамова, общаясь с ним на латинском языке.
Из поездки в Сибирь вернулся в 1849 году с окончательно подорванным здоровьем и материалами для последующих трудов: монографии о хантыйском языке Versuch einer ostjatischen Sprachlehre (1849) и De affixis personalibus linguarum Altaicarum (1850). По заданию академика Карла Эрнста фон Бэра привез этнографические и антропологические коллекции для музеев Императорской Академии наук в Санкт-Петербурге.
С 1851 года Кастрен был профессором Хельсинкского университета по впервые учреждённой кафедре финской филологии и работал над словарём самодийских языков.
Умер от туберкулёза в 1852 году.

## Семья
Кастрен женился в 1850 году на Наталии Тенгстрём.
Сын Матиаса Кастрена, Роберт Кастрен (1851—1883), был известным финским публицистом, историком.
Внук Матиаса Кастрена (сын Роберта Кастрена), Гуннар Кастрен (1878—1959), был литературоведом, профессором Хельсинкского университета.

## Кастрен и современность
22 января 1990 года в Хельсинки было основано Общество М. А. Кастрена. Его целью было объявлено установление и развитие связей между населением Финляндии и теми народами России, которые говорят на уральских (финно-угорских и самодийских) языках. Общество Кастрена является общественной организацией, членами которой могут быть граждане как Финляндии, так и других стран, а также объединения лиц. Общество получает государственную финансовую поддержку.
2—4 декабря 2013 года в Лапландском университет (Рованиеми, Финляндия) прошла научная конференция «Познание Севера — глобальное наследие М. А. Кастрена», посвящённая 200-летию со дня рождения учёного. Доклады, прочитанные в рамках конференции, были посвящены исследованиям Кастрена и других пионеров филологии и этнографии, а также современным исследованиям в области финно-угроведения, культуры, религии и мифологии.

## Публикации
- Кастрен М. А. Основы зырянской грамматики = Elementa grammatices Syrjaenae. — Helsingforsiae, 1844. — 166 с.
- Кастрен М. А. Основы черемисской грамматики = Elementa grammatices Tscheremissae. — Kuopio, 1845. — 75 с.
- Кастрен М. А. Путешествие по Лапландии, Северной России и Сибири в 1838—1844, 1845—1849 гг. — СПб., 1860.